# Weaver Aircraft Company of Ohio

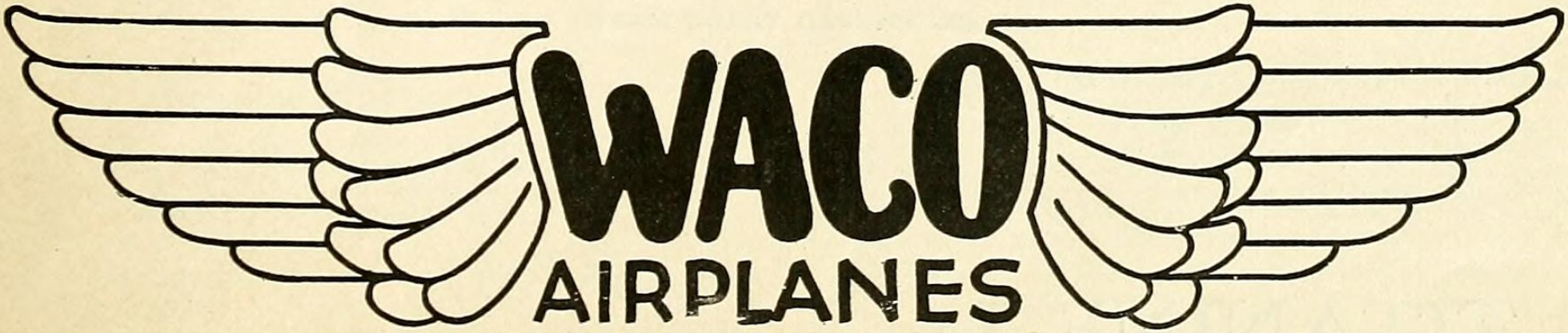
Logo, 1927.

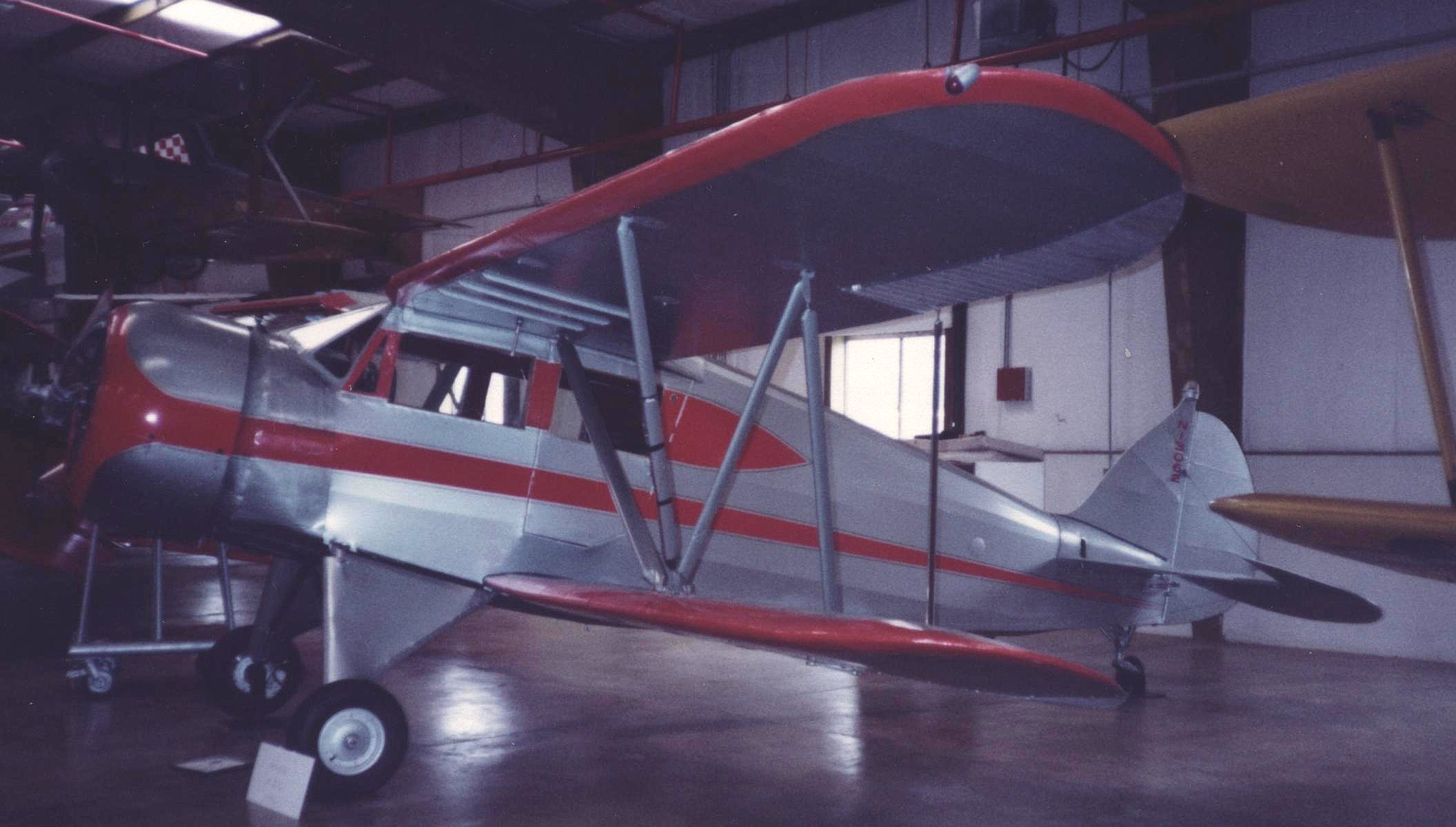
Un biplan Waco.

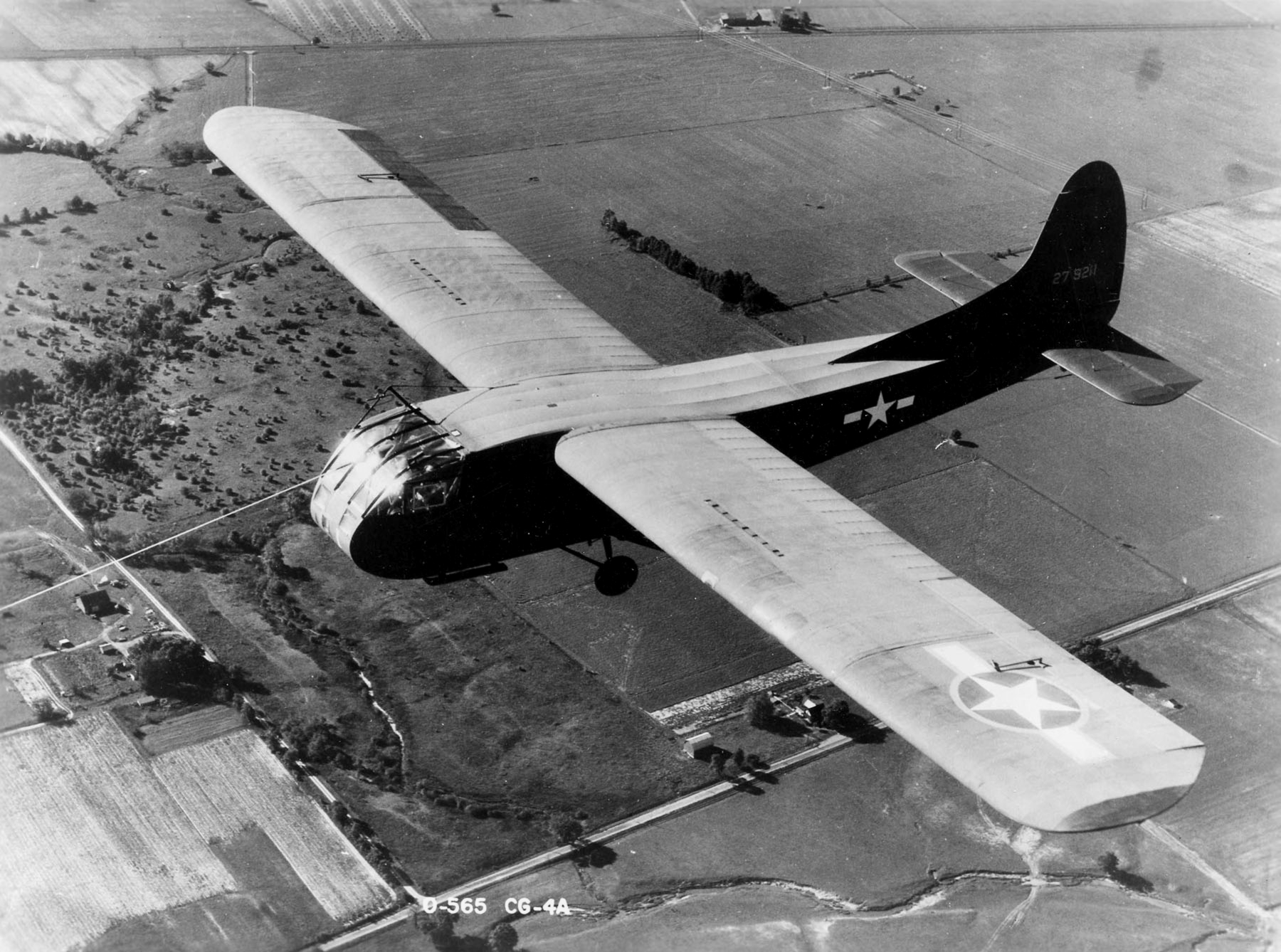
Waco CG-4A.

Weaver Aircraft Company of Ohio ou WACO est un ancien constructeur aéronautique américain basé à Troy (Ohio). Entre 1919 et 1946, la société produisit une grande variété d'avions civils biplans.

## Histoire
L'histoire de WACO débuta en 1919, lorsque les hommes d'affaires Clayton J. Brukner et Elwood Junkin rencontrèrent deux pilotes cascadeurs Charley Meyers et George Weaver. Bien que leur première conception d'un hydravion ait été un échec, ils créèrent néanmoins la société WACO en 1920 et s'imposèrent comme des constructeurs d'avions à la fois fiables et robustes. Ils connurent un grand succès auprès des hommes d'affaires, des services postaux et des explorateurs, en particulier à partir de 1924, quand l'entreprise entreprit la fabrication de biplans à cabine fermée.
Durant la Seconde Guerre mondiale, WACO produisit un grand nombre de planeurs pour la RAF et l'US Army Air Forces. Ils furent utilisés pour les opérations aéroportées, particulièrement durant le début de la bataille de Normandie et l'opération Market Garden en Hollande. Le CG-4 Hadrian fut la version la plus produite.
La société WACO cessa ses activités en 1946, subissant le destin d'un certain nombre de compagnies d'aviation générale, quand le boom de l'aviation anticipé après la Seconde Guerre mondiale tarda à se manifester.
Depuis 1986, une nouvelle compagnie, WACO Classic Aircraft (en), fabrique sous le nom WACO Classic YMF une version améliorée des célèbres Waco F series.
Aux États-Unis, WACO (quand on se réfère à la compagnie ou à ses avions) est habituellement prononcé "ouah-co" et non "wé-co" comme pour la ville de Waco au Texas.

## Avions produits par cette compagnie
- Waco Taperwing
- Waco UBF-2
- Waco F series